# Klaus-Jürgen Thäter
Klaus-Jürgen Thäter (* 27. Juni 1925 in Kiel; † 27. Oktober 2000) war ein deutscher Marineoffizier, zuletzt als Konteradmiral der Bundesmarine.

## Zweiter Weltkrieg und Nachkriegszeit
Als Sohn eines Heeresoffiziers in Kiel geboren, trat Thäter noch vor seinem 17. Geburtstag am 1. Juni 1942 als Offizieranwärter in die Kriegsmarine ein. Er diente als Wachoffizier auf einem U-Boot und wurde bei einem Luftangriff schwer verwundet.
Nach dem Ende des Zweiten Weltkriegs stellte sich Thäter der Verteidigung der in den Nürnberger Prozessen angeklagten Großadmirale Raeder und Dönitz als Kurier zur Verfügung und transportierte Akten und Unterlagen von Hamburg nach Nürnberg.
Später arbeitete er kurzzeitig im Transportgewerbe, bevor er sich für den Dienst in der Labor Service Unit (B), einem Unterstützungsverband der United States Navy in Deutschland, meldete. Hier war er auf Minensuchbooten eingesetzt, die in den deutschen Gewässern der Nord- und Ostsee nach Weltkriegsminen suchten.

## Dienst in der Bundesmarine
1956 trat Thäter in die neu gegründete Bundesmarine ein, wurde Kommandant auf einem Schnellboot und im Herbst 1959 kommissarisch Kommandeur des 1. Schnellbootgeschwaders und des in Aufstellung befindlichen 5. Schnellbootgeschwaders. In dieser Zeit wurde er zum Korvettenkapitän befördert. Nach der Teilnahme am 3. Admiralstabslehrgang an der Führungsakademie der Bundeswehr in Hamburg von Oktober 1961 bis September 1963 wurde er Erster Offizier eines Zerstörers und später Kommandeur des 3. Schnellbootgeschwaders, das er von Oktober 1966 bis September 1968 führte. Es folgten Tätigkeiten im Führungsstab der Marine und im NATO-Kommando Ostseezugänge in Karup, Dänemark.
Im Oktober 1975 wurde Thäter als Kapitän zur See Kommandeur der Schnellbootflottille. Im Anschluss daran übernahm er im Oktober 1975 als Flottillenadmiral das Kommando über die Zerstörerflottille bis Oktober 1978 und wurde der einzige Offizier, der zwei der Flottillen der Bundesmarine nacheinander geführt hat. Vom 1. Oktober 1978 bis 30. September 1979 war er Stabsabteilungsleiter Fü M III (Konzeption, Planung, Führung) im Bundesministerium der Verteidigung in Bonn. Von Oktober 1979 bis Oktober 1982 war Thäter Befehlshaber der Seestreitkräfte der Nordsee. Anschließend diente er bis zu seiner Pensionierung 1985 als Chef des Stabes des NATO-Kommandos Nordeuropa (Allied Forces Northern Europe) in Kolsås, Norwegen. Nach seiner Zurruhesetzung lebte Thäter mit seiner Frau in Kiel-Schilksee.